# Landgericht Berlin I (Preußen)
Das Landgericht Berlin I war ein preußisches Gericht der ordentlichen Gerichtsbarkeit im Bezirk des Kammergerichtes mit Sitz in Berlin.

## Geschichte
Das königlich preußische Landgericht Berlin I wurde mit Wirkung zum 1. Oktober 1879 als eines von neun Landgerichten im Bezirk des Kammergerichtes gebildet. Vorher bestanden in der Provinz Brandenburg die beiden Appellationsgerichte Frankfurt a. d. Oder und das Kammergericht in Berlin. Dem Kammergericht war als Eingangsgericht das Stadtgericht Berlin nachgeordnet.
Der Sitz des Landgerichtes Berlin I war Berlin. Das Landgericht I war danach für den Stadtbezirk Berlin zuständig. Ihm war ein Amtsgericht, das Amtsgericht Berlin I zugeordnet.
Der Landgerichtsbezirk hatte 1888 zusammen 966.858 Einwohner. Am Gericht waren ein Präsident, 16 Direktoren und 63 Richter tätig. Es bestanden acht Handelskammern mit 32 Richtern. Das Amtsgericht Berlin I hatte 102 Richter. Beide Gerichte waren damit ungewöhnlich groß.
Im Jahre 1899 erfolgte die Aufteilung in Landgericht I (für den Bezirk des Amtsgerichtes Mitte), Landgericht II (südliches Umland) und Landgericht Berlin III (übriges Umland). In diesem Zusammenhang wurde das Amtsgericht Berlin I in Amtsgericht Mitte umbenannt. Gleichzeitig erfolgte ein neuer Zuschnitt der Amtsgerichtsbezirke. Der Gerichtsbezirk des Amtsgerichts Mitte (und damit des Landgerichtes Berlin I) setzte sich nun zusammen aus den Teilen der Stadtkreise Berlin und Charlottenburg und den Kreisen Niederbarnim und Teltow die wie folgt begrenzt waren: Im Norden und Osten durch die äußere Grenze der Berliner Ringbahn vom Charlottenburger Verbindungskanal bis zur Spree bei Treptow. Im Süden durch das linke Spreeufer von der Eisenbahnunterführung bis zum Austritt des Freiarchengrabens und weiter durch das Südufer des Schifffahrtskanals bis zu dessen Mündung in die Spree. Im Westen durch das Westufer des Charlottenburger Verbindungskanals.
Im Jahre 1920 wurden die Landgerichte II und III aufgrund der Zusammenfassung verschiedener Gemeinden zu Groß-Berlin (flächenmäßig etwa dem heutigen Stadtstaat entsprechend) für weitere Teile der Stadt zuständig.
Im Juli 1933 legte der kommissarische preußische Justizminister Hanns Kerrl die drei Landgerichte zum einheitlichen Landgericht Berlin zusammen.

## Richter
- Hermann Krüger (Landgerichtsgerichtspräsident 1879–1880)[6]
- Rudolf Drechsler
- Oscar Küntzel (1879–1880)